# Elys Ventura
Elys Saguil-Ventura (sinh ngày 20 tháng 6 năm 2001) là một tay vợt người New Zealand.
Ventura có thứ hạng cao nhất trên bảng xếp hạng ITF trong sự nghiệp là thứ 396 đạt được vào tháng 4 năm 2019.
Ventura ra mắt nhánh đấu chính của WTA tại ASB Classic 2019 ở nội dung đôi nữ, đánh cặp cùng với Valentina Ivanov.